# Le Pays (1910 à 1921)
Pour les articles homonymes, voir Le Pays.
Ne doit pas être confondu avec Le Pays (journal montréalais publié de 1852 à 1869).
Le Pays est un journal hebdomadaire publié à Montréal depuis le dimanche 15 janvier 1910 jusqu'en 1921. Il a été créé par Godfroy Langlois deux semaines après que celui-ci ait dû quitter la rédaction du journal Le Canada. Journal engagé, Le Pays s'en prenait principalement aux chefs du Parti libéral qu'il jugeait trop opportunistes et à l'Église catholique qu'il jugeait trop envahissante dans les affaires temporelles. Langlois dirige le journal jusqu'en juin 1914, date à laquelle il devient le premier Délégué général du Québec à Bruxelles.

## Article cité
- P. A. Dutil, « The Politics of Muzzling "Lucifer's Representative": Godfroy Langlois's Test of Wilfrid Laurier's Liberalism, 1892-1910 », Journal of Canadian Studies/Revue d'Études Canadiennes, Peterborough, Ont., nos 28-2,‎ été 1993, p. 113-139.